# Иокогама (станция)

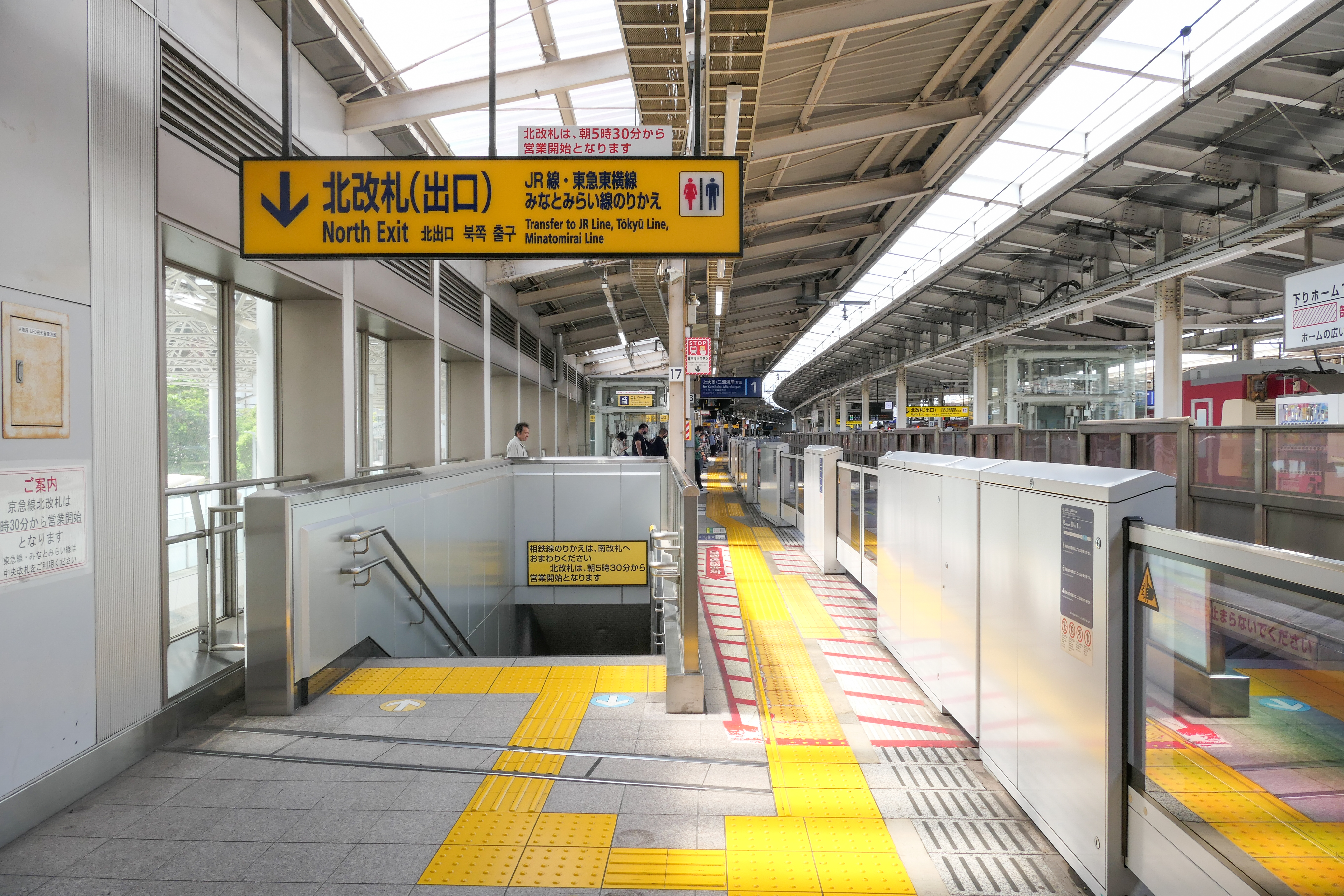
Платформа №1 линии Кэйкю

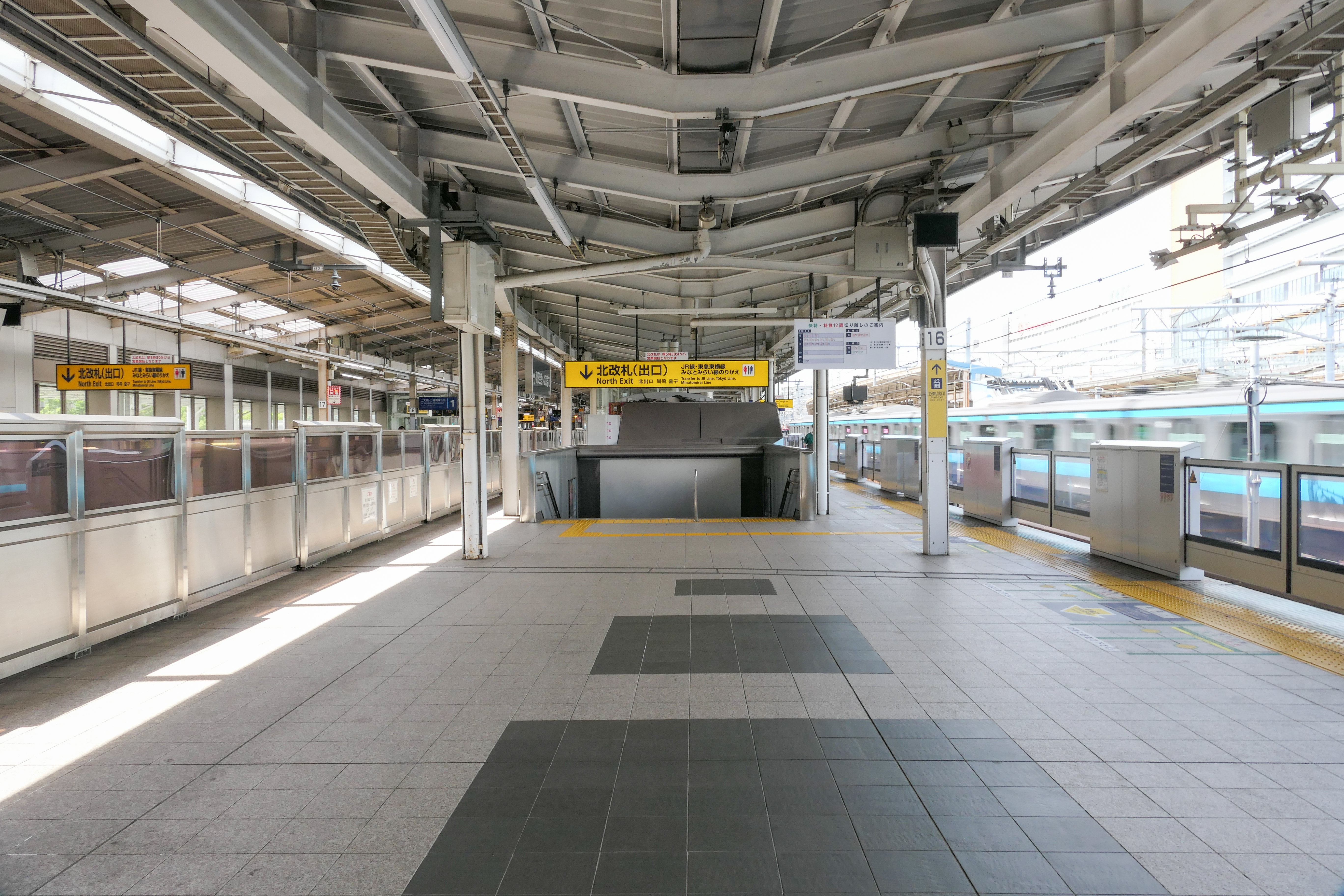
Платформа №2 линии Кэйкю

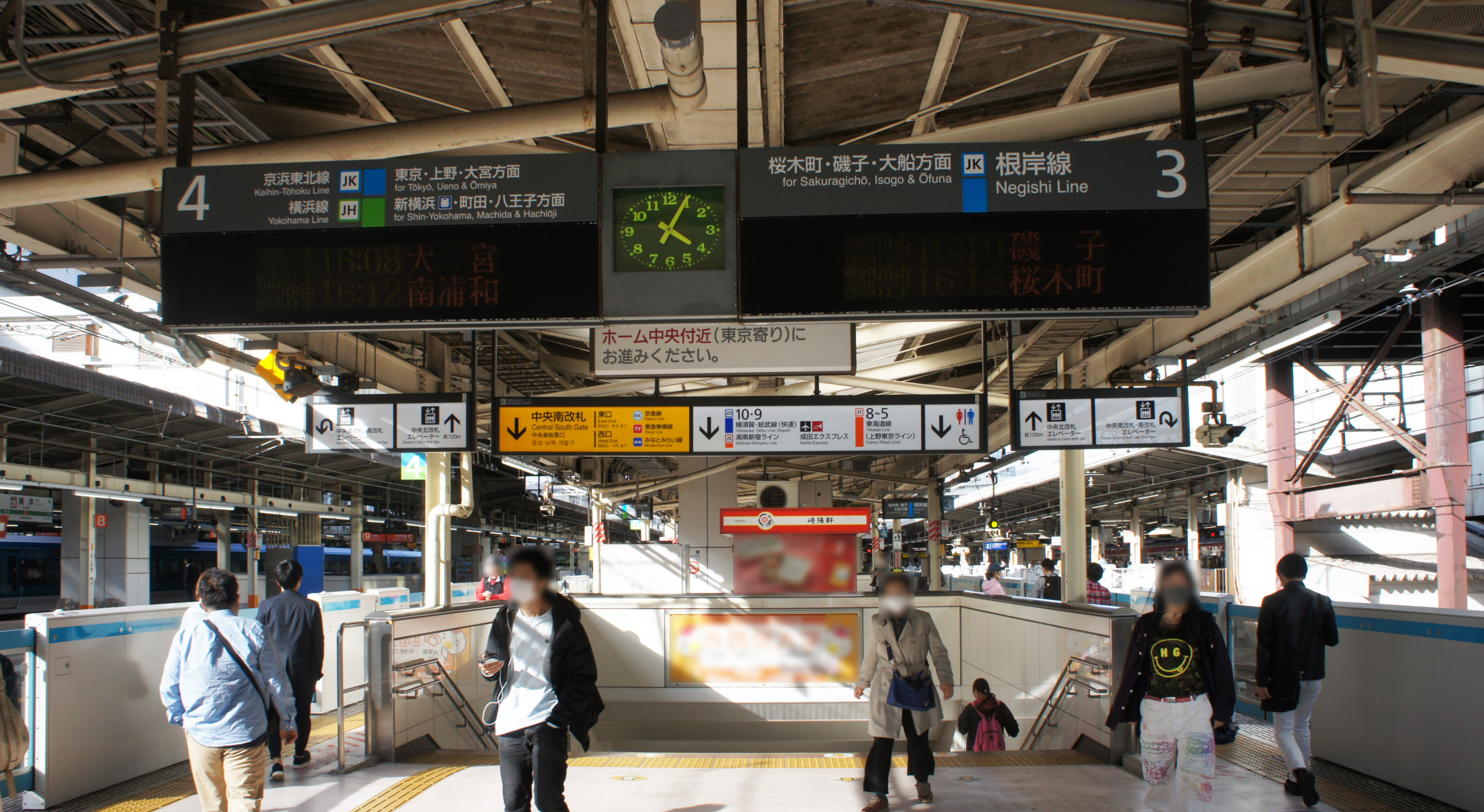
Платформа линий Нэгиси/Кэйхин-Тохоку/Иокогама

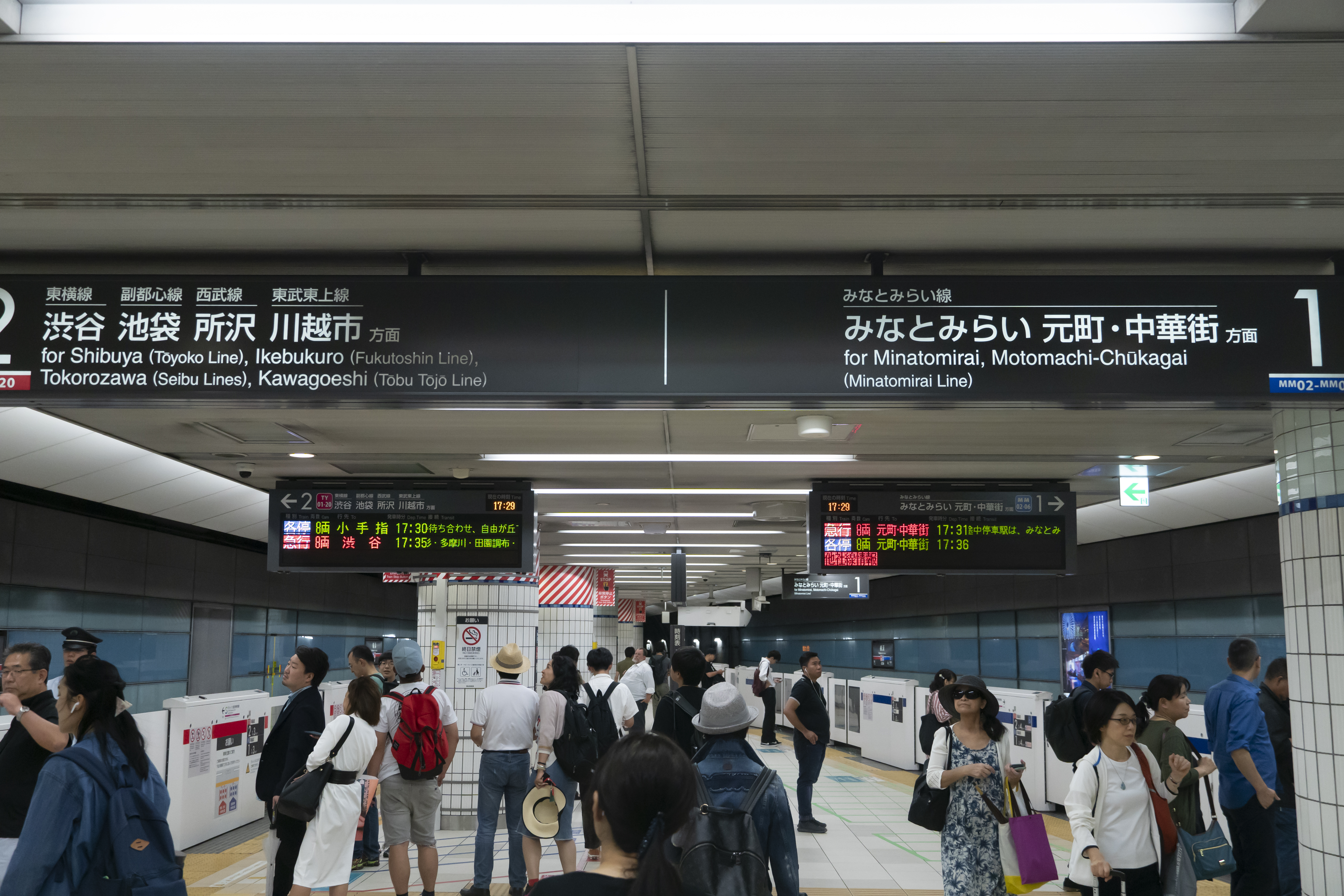
Платформа линий Минатомирай/Тоёко

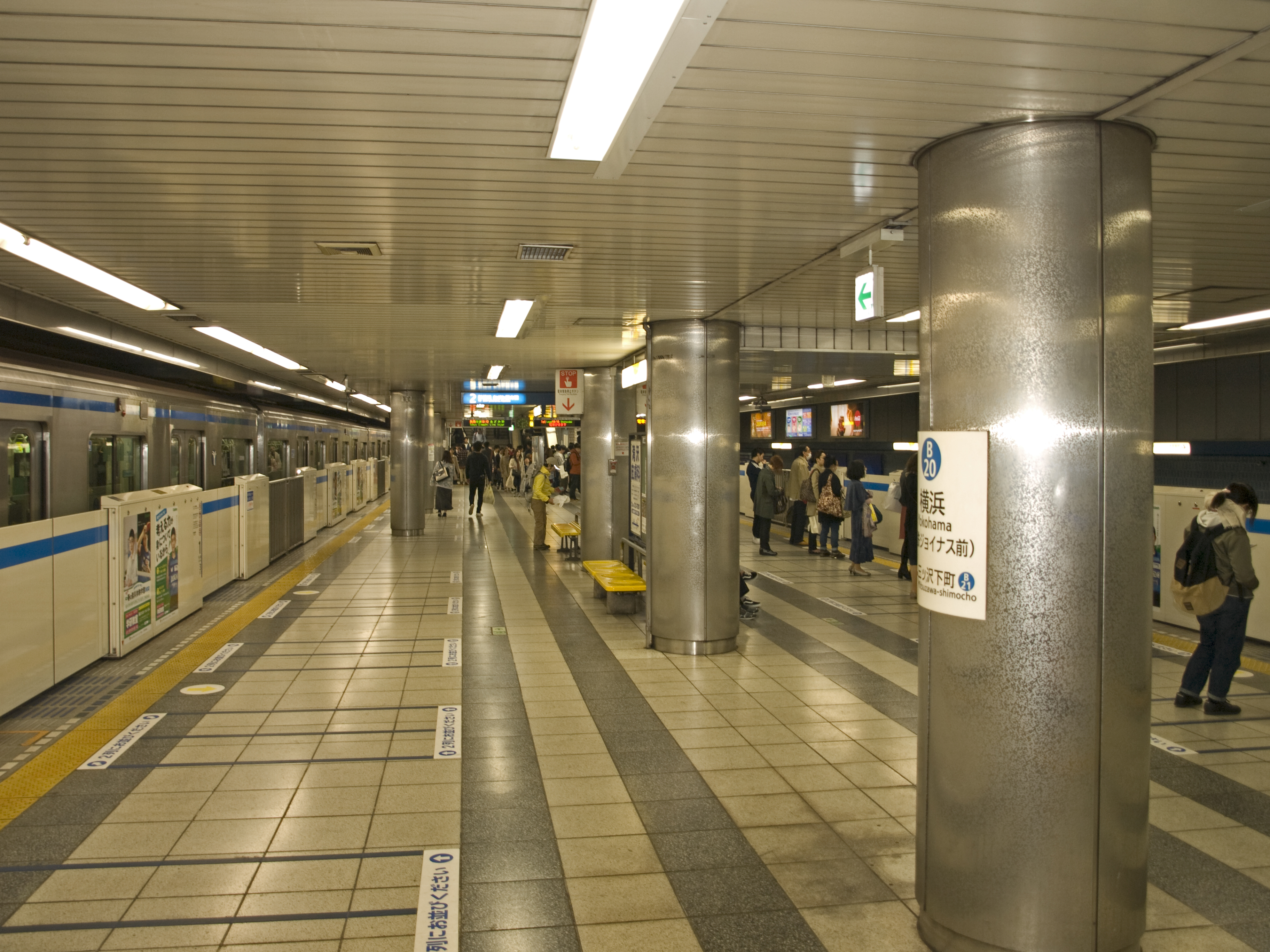
Платформа синей линии

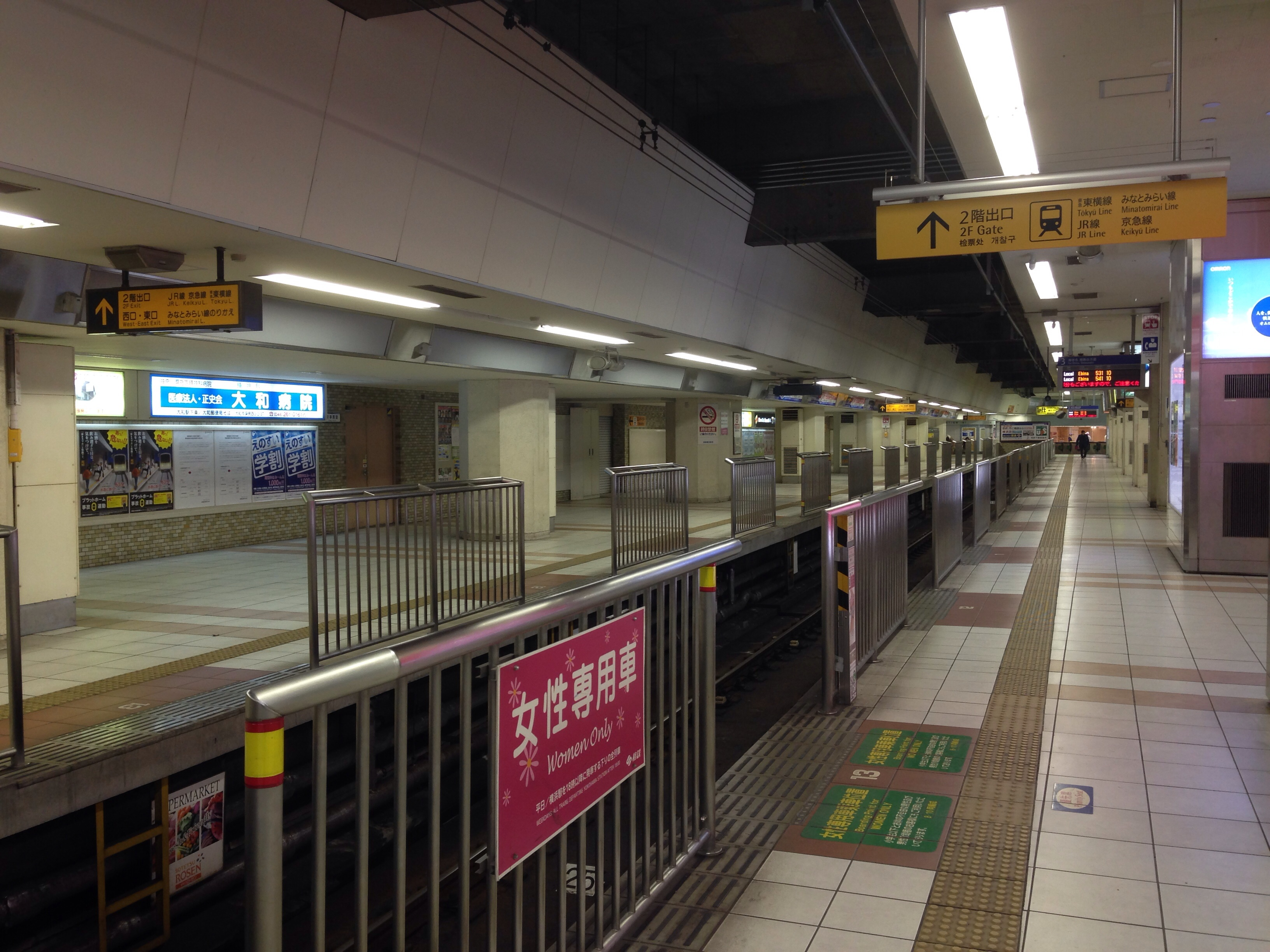
Платформа линии Сотэцу

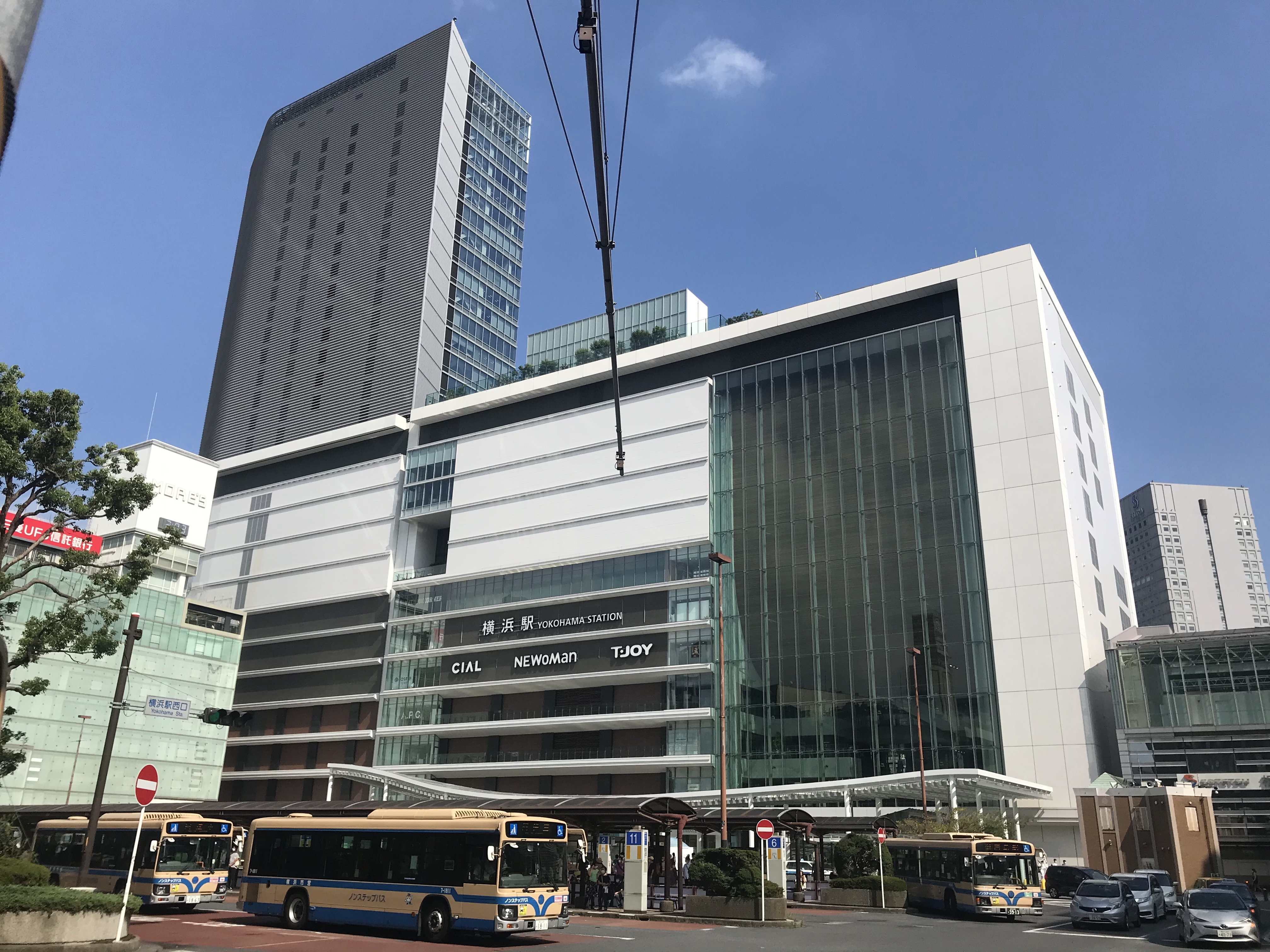
Западный выход станции Иокогама

Станция Иокогама (яп. 横浜駅 ёкохама эки) — железнодорожная станция расположенная в городе Иокогама префектуры Канагава. Самая загруженная станция префектуры и 5-я по загруженности в Японии, обслуживает около 760 миллионов пассажиров в год по состоянию на 2013-й год. На станции установлены автоматические платформенные ворота.

## Линии
- East Japan Railway Company (JR East)
  - Линия Токайдо
  - Линия Йокосука
  - Линия Иокогама
  - Линия Сёнан-Синдзюку
  - Линия Кэйхин-Тохоку
  - Линия Нэгиси
- Keikyu Corporation
  - Линия Кэйкю
- Sagami Railway (Sōtetsu)
  - Линия Сотэцу
- Tokyu Corporation
  - Линия Тоёко
- Yokohama Minatomirai Railway Company
  - Линия Минатомирай
- Yokohama Municipal Subway
  - Синяя Линия (B20)

## Планировка станции
Платформы линий JR East и Keikyū расположены в основной надземной секции станции.
| 1   | ■Линия Кэйкю          | Урага・Син-Дзуси・(Линия Курихама) Мисакигути                                                                                         |
| 2   | ■Линия Кэйкю          | Кэйкю-Камата・Синагава・Сэнгакудзи・Аэропорт Ханэда・сквозное сообщение с линиями Асакуса・Кэйсэй                                     |
| 3   | ■Линия Нэгиси         | Сакурагитё・Исого・Офуна |
| 4   | ■Линия Кэйхин-Тохоку  | Цуруми・Кавасаки・Токио・Омия |
| 4   | ■Линия Иокогама       | Син-Иокогама・Матида・Хатиодзи |
| 5-6 | ■Линия Токайдо        | Одавара・Атами・Ито |
| 7-8 | ■Линия Токайдо        | Кавасаки・Синагава・Токио |
| 9   | ■Линия Йокосука       | Дзуси・Камакура・Йокосука・Курихама                                                                                                   |
| 9   | ■Линия Сёнан-Синдзюку | (на линию Токайдо)Фудзисава・Хирацука・Одавара                                                                                        |
| 10  | ■Линия Йокосука       | Синагава・Токио・Линия Собу до Тиба・Наруто・Линия Нарита до Аэропорт Нарита・Линия Утибо до Кимицу・Линия Сотобо до Кадзуса-Итиномия |
| 10  | ■Линия Сёнан-Синдзюку | (на линию Уцуномия) Сибуя・Синдзюку・Омия・Ояма・Уцуномия (на линию Такасаки) Сибуя・Синдзюку・Омия・Кумагая・Такасаки                |

Компании Tokyu Corporation и Yokohama Minatomirai Railway Company используют одну и ту же станцию расположенную на пятом подземном этаже станции Иокогама к западу от платформ JR.
| 1 | ■Линия Минатомирай | Минатомирай・Мотомати-Тюкагай                                         |
| 2 | ■Линия Тоёко       | Кикуна ・ Хиёси ・ Мусаси-Косуги ・ Дзиюгаока ・ Нака-Мэгуро ・ Сибуя |

Платформы Yokohama Municipal Subway расположены на третьем подземном этаже к западу от основной станции.
| 1 | ■Синяя Линия | Сакурагитё ・Каннаи ・ Сёнандай |
| 2 | ■Синяя Линия | Син-Иокогама ・ Адзамано        |

Платформы Sagami Railway расположены над землёй к западу от основной станции и соединены с универмагом Сотэцу.
| 1 | ■Линия Сотэцу | Футаматагава ・Ямато ・Эбина ・(сквозное сообщение с линией Идзумино) (Только составы типа Local) |
| 2 | ■Линия Сотэцу | Футаматагава ・Ямато ・Эбина ・(сквозное сообщение с линией Идзумино)                             |
| 3 | ■Линия Сотэцу | Футаматагава ・Ямато ・Эбина (Только составы типа Express)                                        |

## Окрестности станции
Под станцией находится сложный комплекс подземных торговых центров соединённый с окружающими станцию зданиями. На станции расположены три автобусных терминала и ещё два находятся неподалёку от станции.

### Восточный выход
- Универмаг Porta
- Универмаг Sogo (также восточный автобусный терминал)
- Универмаг Lumine
- Универмаг Kiyoken
- Универмаг Marui (0101)
- Yokohama Sky Building
- Yokohama Plaza Hotel
- Центральный офис почты Японии в Иокогаме

### Западный выход
- Подземный торговый центр The Diamond
- Универмаг Takashimaya
- Торговый Центр CIAL
- Торговый центр Sotetsu Joinus
- Sotetsu Mobile
- Второй западный автобусный терминал
- Yokohama Cinema Society
- Yokohama Excel Hotel Tokyu
- Yokohama Bay Sheraton Hotel and Towers
- Универмаг Okadaya More’s
- Универмаг Tokyu Hands
- Магазин техники Yodobashi Camera
- Магазин техники Biccamera
- Торговый центр Vivre
- Торговый центр Daiei
- NTT Yokohama East Building

## История
- 7 мая, 1872 : Открывается станция Иокогама — одна из первых железнодорожных станции в Японии.
- 11 июля, 1887: Железная дорого продлена до станции Кодзу. Сквозное сообщение от станции Симбаси до станции Кодзы требует перевода состава на другие пути на станции Иокогама.
- 1 августа, 1898: Построен участок линии в обход станции Иокогама. Сквозные составы останавливаются на станциях Ходогая либо Канагава, и не останавливаются на станции Иокогама.
- 15 августа, 1915: Открывается новая станция, расположенная вблизи нынешней станции Такасиматё, что позволяет останавливаться на ней составам линии Токайдо. Старая станция переименована в Сакурагитё. Это дата считается официальной датой открытия нынешней станции Иокогама
- 1 сентября, 1923: Станция уничтожена пожаром во время Великого землетрясения Канто.
- 7 сентября, 1923: Станция открывается во временном здании.
- 18 марта, 1928: Линия компании Tokyo Yokohama Railway (ныне Линия Тоёко) подведена к станции.
- 15 октября, 1928: Третье (нынешнее) здании станции открывается к северу от второго здания.
- 5 февраля, 1930: Линия компании Keihin Electric Railway (ныне Линия Кэйкю) подведена к станции.
- 27 декабря, 1933: Линия компании Jinchū Railway (ныне Линия Сотэцу) подведена к станции.
- 29 марта, 1945: Станция уничтожена во время бомбардировки.
- 9 декабря, 1957: Открывается северный подземный выход.
- 4 сентября, 1976: Линия номер 3 Метрополитена Иокогамы подведена к станции
- 7 ноября, 1980: Открытие нового восточного здания.
- 31 января, 2004: Платформы линии Тоёко перенесены на подземный уровень.
- 1 февраля, 2004: Открытие линии Минатомирай.

## Близлежащие станции
| «                                  | «                | Вид обслуживания   | »                      | »                      |
| Линия Токайдо                      | Линия Токайдо    | Линия Токайдо      | Линия Токайдо          | Линия Токайдо          |
| ---------------------------------- | ---------------- | ------------------ | ---------------------- | ---------------------- |
| Кавасаки                           | Кавасаки         | Local              | Тоцука                 | Тоцука                 |
| Кавасаки                           | Кавасаки         | Rapid Acty         | Тоцука                 | Тоцука                 |
| Commuter Rapid: не останавливается |                  |                    |                        |                        |
| Линия Кэйхин-Тохоку—Линия Нэгиси   |                  |                    |                        |                        |
| Хигаси-Канагава                    | Хигаси-Канагава  | Local              | Сакурагитё             | Сакурагитё             |
| Хигаси-Канагава                    | Хигаси-Канагава  | Rapid              | Сакурагитё             | Сакурагитё             |
| Линия Йокосука                     |                  |                    |                        |                        |
| Син-Кавасаки                       | Син-Кавасаки     | Local              | Ходогая                | Ходогая                |
| Линия Сёнан-Синдзюку               |                  |                    |                        |                        |
| Син-Кавасаки                       | Син-Кавасаки     | Local              | Ходогая                | Ходогая                |
| Мусаси-Косуги                      | Мусаси-Косуги    | Rapid              | Тоцука                 | Тоцука                 |
| Мусаси-Косуги                      | Мусаси-Косуги    | Special Rapid      | Тоцука                 | Тоцука                 |
| Линия Кэйкю                        |                  |                    |                        |                        |
| Канагава                           |                  | Local              |                        | Тобэ                   |
| Нака-Кидо                          |                  | Airport Express    |                        | Хинодэтё               |
| Канагава-Симмати                   |                  | Ltd. Express       |                        | Ками-Оока              |
| Кэйкю-Кавасаки                     |                  | Rapid Ltd. Express |                        | Ками-Оока              |
| Keikyū Wing: не останавливается    |                  |                    |                        |                        |
| Линия Сотэцу                       |                  |                    |                        |                        |
| Конечная станция                   |                  | Local              |                        | Хиранумабаси           |
| Конечная станция                   |                  | Rapid              |                        | Хосикава               |
| Конечная станция                   |                  | Express            |                        | Футаматагава           |
| Линия Тоёко Линия Минатомирай      |                  |                    |                        |                        |
| Таммати                            |                  | Local              |                        | СИн-Такасима           |
| Кикуна                             |                  | Express            |                        | Минатомирай            |
| Кикуна                             |                  | Commuter Exp.      |                        | Минатомирай            |
| Кикуна                             |                  | Limited Exp.       |                        | Минатомирай            |
| Синяя Линия (B20)                  |                  |                    |                        |                        |
| Такасиматё (B19)                   | Такасиматё (B19) | -                  | Мицудзава-Симотё (B21) | Мицудзава-Симотё (B21) |